# 怪傑コミック番組!空飛ぶラジオ でんえもん
『怪傑コミック番組!空飛ぶラジオ でんえもん』（かいけつコミックばんぐみ そらとぶラジオ でんえもん）は、Isフィールドラジオ放送局で2008年6月から放送されているラジオ番組（ラジオドラマ）である。
毎回15分前後の放送で、ショート形式のドラマ2本から構成されている。

## 概要
ドラマの内容は基本的にコメディである。脚本及び演出は、コメディライターの要ゆうじが担当している。
番組タイトルは、70年代に放送されたマニアックなコメディ番組「チャンネル泥棒!快感ギャグ番組!空飛ぶモンティ・パイソン」のもじり。
レギュラー出演者は、声優・ナレーターで結成されたボイスユニット「電奇衣紋掛」（でんきえもんかけ）。
メンバーであるベンザイ・テン、日比谷エビス、昆布黒フクロは、このユニット限定の芸名である。「顔出し」が出来ないという事情により、このユニットにおいては覆面声優として活動している。
これは、1980年前後に人気のあったユニット「スネークマンショー」において、出演者であった小林克也、伊武雅刀が当初は正体を隠して活動していたスタイルに似ている。
2009年7月より、劇団両面HEROなどで舞台活動をしていた俳優・藤木吾呂がレギュラーメンバーとして加わった。
イレギュラーなゲストとして、ベテランから新人まで様々な声優・俳優が客演することがある。

## 出演者
- レギュラー
  - ベンザイ・テン
  - 日比谷エビス
  - 昆布黒フクロ
  - 藤木吾呂
- ゲスト
  - 雨蘭咲木子
  - 斎藤志郎
  - 鉄炮塚葉子
  - 吉田陽一
  - 橋沢進一
  - 金子路代
  - 宮内あい
  - 樋口かずえ
  - 福永淳
  - 綾瀬マリア
  - 並木薫子
  - 苑武れむ

## テーマ曲
- 「よふかしめーる」（作詞・作曲・歌：渡辺みやこ）